# Plan B (série télévisée, 2021)
Pour les articles homonymes, voir Plan B (homonymie).
Plan B est une mini-série télévisée franco-belge en six épisodes de 52 minutes, créée par Jean-François Asselin et Jacques Drolet et diffusée d'abord en Belgique du 6 au 20 mai 2021 sur la Une et en France du 17 au 31 mai 2021 sur TF1. Il s'agit de l'adaptation de la série québécoise du même nom.
La série est une production Gaumont Télévision en coproduction avec TF1, Be-Films et la RTBF (télévision belge).
Elle est diffusée en avant-première et en intégralité à partir du 3 mai 2021 sur la plateforme Salto.

## Synopsis
Florence, mère de deux grands enfants, a une vie bien remplie. Elle est l'animatrice-vedette d'une radio locale marseillaise et, militante féministe, elle vient en aide à des femmes sans-abri dans une association. Son émission radio fête ses dix ans quand elle retrouve sa fille, Lou, morte sur son lit après avoir avalé alcool et médicaments. Florence n'a rien vu venir. Une inconnue l'interpelle dans la rue et lui parle d'une agence, Plan B, qui permet de remonter dans le temps et changer le cours des choses.

## Distribution
- Julie de Bona : Florence Morin
- Bruno Debrandt : Nicolas Thérond
- Kim Higelin : Lou Thérond-Morin, la fille de Florence et Nicolas
- Axel Auriant : Félix Thérond-Morin, le fils de Florence et Nicolas
- Cécile Rebboah : Catherine, amie et collègue de Florence à la radio
- Tom Leeb : Manu, collègue et amant de Florence à la radio
- Claire Borotra : Lily, collègue de Florence à la radio
- Ali Bougheraba : Ousmane, collègue de Florence à la radio
- Christophe Grégoire : patron de Florence à la radio
- Firmine Richard : Rose, collègue de Florence à l'Association
- Tom Rivoire : Enzo Paré, petit ami de Lou
- June Benard : Lou enfant
- Antonin Beschon : Félix enfant
- Soulafe Benmoulay : Naïma, nouvelle compagne de Nicolas
- Nacer Belhaoues : Brahim
- Eva Hatik : Juliette, amie de Lou
- Fanny Carrière : Stéphanie
- Sophia Johnson : Jeanne
- Charlotte Adrien : Suzanne
- Andréa Ferréol : Adèle, la mère de Florence
- Caterina Murino : Eve Lalonde
- François-Dominique Blin : Fabrice Navien

## Production

### Genèse et développement
La série est adaptée de la série québécoise du même titre, qui fut un gros succès en 2018 et 2019, pendant deux saisons. La série française reprend le scénario de la deuxième saison.

### Fiche technique
- Titre français : Plan B
- Création : Jean-François Asselin et Jacques Drolet
- Réalisation : Christophe Campos
- Scénario : Laura Piani et Hélène Bararuzunza
- Musique : Jérôme Bensoussan et David Gubitsch
- Décors : Jean-Jacques Gernolle
- Costumes : Marie Jagou
- Photographie : Bruno Romiguière
- Son : Karim Belfitah
- Montage : Joël Bochter
- Production : Isabelle Degeorges et Arnaud de Crémiers
- Sociétés de production : Gaumont Télévision, TF1, Be-Films et la RTBF[1]
- Sociétés de distribution : TF1 Distribution
- Pays de production :  France,  Belgique
- Langue originale : français
- Format : couleur - HDTV - 16/9 - Dolby Digital 5.1
- Genre : drame, fantastique
- Nombre de saisons : 1
- Nombre d'épisodes : 6
- Durée : 52 minutes
- Dates de première diffusion :
  - Belgique : 6 mai 2021[3]
  - France : 17 mai 2021[4]

## Épisodes

### Épisode 5
Florence est donc revenue dix ans en arrière, le 1er septembre 2011. Elle a 32 ans, elle est en couple avec Nicolas et leur fille Lou, 6 ans, vient de faire un cauchemar. Quand il revient dans le lit, Nicolas se rapproche de Florence, l'embrasse. Elle est complètement déboussolée et le repousse calmement. Le lendemain matin, c'est la rentrée des classes et Lou s'apprête à entrer en CP. Alors que toute la famille se réunit autour du petit-déjeuner, quelqu'un sonne à la porte. Adèle, la mère de Florence, arrive tout naturellement dans la maison. La revoir vivante est un véritable choc. Nicolas remarque le trouble de Florence, qui doit trouver une excuse pour son comportement…

### Épisode 6
Mai 2012, c'est l'enterrement d'Adèle. Toute la famille se tient devant le cercueil qu'on va mettre en terre. Félix et Florence pleurent, Nicolas se tient près d'eux. Lou est dans état second. Elle se tient droite et n'a aucune expression sur son visage. Ses yeux sont vides. Les enfants grandissent et Florence les voit heureux. Le temps s'accélère jusqu'au 10 février 2021. Félix a 17 ans. Ce n'est plus la même personne dans ce plan B. Exit l'architecture, sa passion, c'est le théâtre. Lou a 15 ans, nous la voyons toujours fragile, mais heureuse. Dans ce troisième plan B, Florence et Nicolas sont restés ensemble et ils sont amoureux. La famille semble équilibrée et gaie. Mais ce 10 février 2021, Lou est bizarre. Elle sort de sa chambre, part sans dire au revoir à sa mère, quitte la maison sans manteau…

## Accueil critique
Pour Moustique, « cet équilibre entre tragédie familiale et rebondissements surnaturels fonctionne à merveille tout au long des six épisodes ».